# Carl-Johan Sonesson
Carl Johan Fredrik Sonesson, född 23 april 1978 i Staffanstorp, är en svensk moderat politiker som är regionstyrelsens ordförande i Region Skåne sedan 2018. Han var dessförinnan regionråd i opposition 2014–2018. 2010–2014 var han regionråd i majoritet och ordförande i Hälso- och sjukvårdsnämnden.

## Biografi
Sonesson är bosatt i Malmö och har varit förtroendevald inom Region Skåne sedan regionens start 1998. Han var ordförande i Region Skånes hälso- och sjukvårdsnämnd 2010–2014. Han är utbildad statsvetare och har tidigare arbetat som politisk sekreterare. Han har sedan 2012, och varje år därefter,  rankats av Dagens Medicin som en av de 100 mäktigaste inom svensk hälso- och sjukvård. Han var tidigare gift med Anja Sonesson. Han är son till Carl Sonesson och bror till Christian Sonesson.
Han kandiderade till Europaparlamentsvalet i Sverige 2014 på sjunde plats på Moderaternas lista, men blev inte invald.